# Phraates (Elymais)

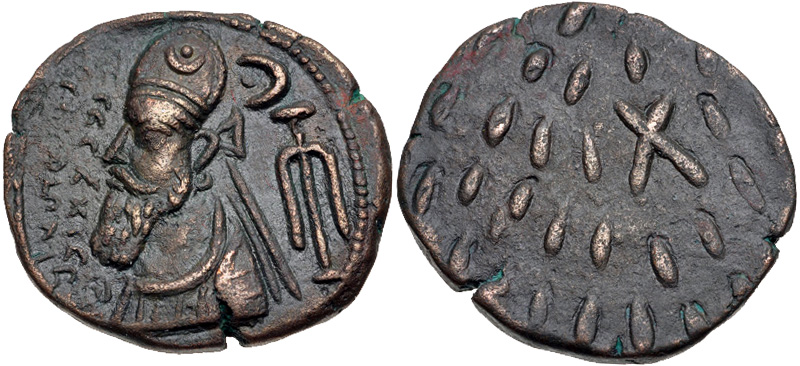
Tetradrachme des Phraates

Phraates war ein König der Elymais. Er ist bisher nur von seinen Münzen bekannt. Eine erste Serie trägt griechische Legenden und zeigt ihn auf der Vorderseite in Frontalansicht in parthischer Tracht. Auf der Rückseite erscheint die Artemis-Nanaya. Eine zweite Serie trägt aramäische Aufschriften sowie auf der Vorderseite das Porträt des Herrschers im Profil wiederum in parthischer Tracht und bezeichnet ihn als Sohn des Königs Orodes. Auf der Rückseite befindet wieder das Bildnis der Artemis-Nanaya. Hier befinden sich griechische Legenden.
Die genaue Datierung von Phraates ist unsicher, doch wird anhand der Münzen der Beginn bis zu der Mitte des zweiten Jahrhunderts vorgeschlagen.